# 慕容龍
慕容 龍（ぼよう りゅう、生没年不詳）は、五胡十六国時代の前燕の人物。昌黎郡棘城県の出身。前燕の燕王慕容皝の子。

## 生涯
元璽3年（354年）4月、歴陽王に封じられた。
これ以後の事績は、史書に記されていない。

## 家系

### 父
- 慕容皝 - 字は元真

### 兄弟
- 慕容儁 - 次男、字は宣英
- 慕容恪 - 四男、字は元恭
- 慕容垂 - 五男、字は道明
- 慕容友
- 慕容宜
- 慕容桓
- 慕容遵
- 慕容徽
- 慕容納
- 慕容秀
- 慕容嶽
- 慕容徳 - 字は玄明
- 慕容黙
- 慕容僂
- 慕容宙

### 姉妹
- 慕容氏 - 代王拓跋什翼犍にとついだ
- 慕容氏 - 夫余王余玄にとついだ
- 新城公主 - 蘭審にとついだ